# Johann Baptist von Koch
Freiherr Johann Baptist von Koch (* 1733 in Wien; † 20. Dezember 1780 in Paris) war k.k Feldmarschall-Lieutenant und zuletzt Gouverneur von Ostende sowie Inhaber des Infanterie-Regiments No.17 und Herr auf Taikowitz.

## Herkunft
Er entstammte einem alten niederösterreichischen Rittergeschlecht. Seine Eltern waren der Geheime Kabinetssekretär Ignaz von Koch (1697–1763) und dessen Ehefrau Maria Anna Schrefl von Mannsperg († 1775). Sein Vater wurde am 20. September 1748 in den erbländischen Freiherrenstand erhoben.

## Leben
Er ging 1753 in kaiserliche Dienste. Bei Beginn des Siebenjährigen Krieges stand er als Grenadier-Hauptmann im Infanterie-Regiment No.20 (Alt Colloredo). Er zeichnete sich in der Schlacht bei Lobositz aus, wurde aber auch verwundet. Er wurde befördert und bei der Belagerung von Schweidnitz im Jahr 1757 war er bereits Oberstleutnant. Im Jahr 1758 wurde er dann zum Oberst befördert und kämpfte als solcher bei Hochkirch und Maxen. Dort zeichnete er sich so sehr aus, dass er das Ritterkreuz des Maria-Theresia-Ordens erhielt. Anschließend kämpfte er bei Kunzendorf und Torgau. Bei Torgau wurde er mehrfach verwundet.
Nach Kriegsende wurde er am 4. März 1763 mit Rang vom 1. Juli 1759 zum Generalmajor befördert. Anschließend wurde er wegen seiner Kenntnisse, in die Kommission zur Verbesserung der Armee berufen. Am 15. März 1766 wurde Koch zweiter Inhaber des Infanterie-Regiments No.2. Am 19. Januar 1771 mit Rang vom 2. August 1767 erfolgte seine Ernennung zum Feldmarschall-Lieutenant und im Jahr 1774 darauf wurde er Inhaber des Infanterie-Regiments No.17. Er war danach Sous-Inspector für Böhmen und wurde anschließend zum Gouverneur von Ostende ernannt. Von Ostende machte er Reisen nach Frankreich, England und Deutschland, um die dortigen militärischen Anlagen zu besichtigen.
Er starb während einer dieser Reisen am 20. Dezember 1780 in Paris und war unverheiratet.